# Tuerkayogebia
Tuerkayogebia is een geslacht van kreeftachtigen uit de klasse van de Malacostraca (hogere kreeftachtigen).

## Soort
- Tuerkayogebia kiiensis (Sakai, 1971)